# 週刊ヤングマガジン
『週刊ヤングマガジン』（しゅうかんヤングマガジン、英: WEEKLY YOUNG MAGAZINE）は、講談社が発行する週刊の漫画雑誌。ジャンルは青年漫画。1980年6月23日創刊。略称は「ヤンマガ」、「週刊ヤンマガ」、「YM」、「週刊YM」。創刊時編集長は宮原照夫。発売日は毎週月曜日。月曜日が祝祭日の場合は火曜日に発売。掲載作品の単行本は、ヤングマガジン系列専用の総合レーベル「ヤンマガKC」より刊行されている。
姉妹誌として、『月刊ヤングマガジン』（隔月刊誌『別冊ヤングマガジン』より2009年にリニューアル）がある。現行の増刊誌として、2014年9月5日創刊の『ヤングマガジンサード』がある。過去に発行されていた増刊については「増刊号」節、姉妹誌については「姉妹誌」節、漫画アプリ及びWEBコミックサイトについては「漫画アプリ・WEB連載」節を参照。

## 概要

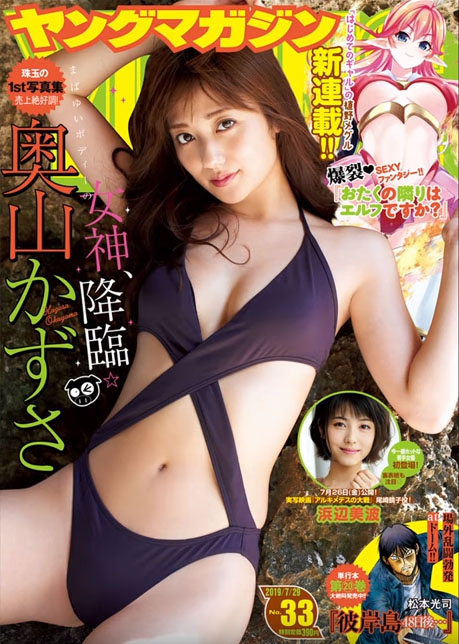
2019年33号 表紙

1968年、『週刊少年マガジン』編集部の内田勝、宮原照夫らは講談社に青年漫画誌の創刊を提案していたが却下されていた。同年、小学館から『ビッグコミック』が創刊される。その後を追う形で講談社は1973年に『週刊現代』の増刊号として『劇画ゲンダイ』を創刊するが、一般週刊誌を作っていた『週刊現代』編集部に漫画制作のノウハウが無かったため、同年のうちに休刊する。
1978年、『週刊少年マガジン』の編集長を退任した宮原に、新しい青年漫画誌を創刊するよう辞令が出る。1980年、『週刊少年マガジン ヤング別冊』を数冊刊行するなどの準備期間を経て、『ヤングマガジン』が創刊。当初は月2回刊（第2・第4月曜日）だったが、1989年8号から週刊化された。
2015年1月5日には電子書籍版の配信が開始される。ただし、グラビアページなどは一部未収録となっており、紙版と同一の内容ではない。それゆえ、表紙の絵柄も紙版が巻頭グラビアを飾るグラドルや女性タレントが中心となっているのに対し、電子書籍版では巻頭カラーを飾る漫画作品が中心となっているが、後に紙版と同じ表紙となった。
2020年には創刊40週年を迎える。本誌で連載した漫画家達のサイン色紙や、それまで本誌で連載していた漫画家達の読み切り企画『我漫（わがまん）』を開催する。
月曜日が祝祭日の場合は金曜日に発売されていたが、2025年13号より火曜日に変更となっている。

### 事件
発売前の2013年7号において、当時AKB48のメンバーの河西智美の写真に不適切な表現があったとして、2013年1月12日に発売予定だった同年7号の問題の写真部分のみを修正した上で翌週の1月21日に2013年8号として発売するという措置が取られたため、同年の7号は欠番となった。しかし、発売中止だった7号が一部流通してしまい、自主回収の措置を執った。問題の写真部分は児童買春、児童ポルノに係る行為等の処罰及び児童の保護等に関する法律に抵触する恐れが指摘されていた。なお、立件は見送られている（詳細は河西の項目を参照）。

## 連載中の作品
以下、2025年8月18日（2025年38号）現在連載中の作品。月1連載作品や不定期連載作品、短期集中連載作品も含む。
| 作品名                                         | 作者（作画）                    | 原作など                                                   | 開始号           | 備考                                         |
| ---------------------------------------------- | ------------------------------- | ---------------------------------------------------------- | ---------------- | -------------------------------------------- |
| みなみけ                                       | 桜場コハル                      | －                                                         | 2004年14号       | 隔週連載                                     |
| XXXHOLiC・戻                                   | CLAMP                           | －                                                         | 2013年14号       | 『XXXHOLiC』シリーズの続編 隔週連載          |
| 彼岸島 48日後…                                 | 松本光司                        | －                                                         | 2014年38号       | 『彼岸島』シリーズの続編                     |
| 1日外出録ハンチョウ                            | 上原求（漫画） 新井和也（漫画） | 福本伸行（協力） 萩原天晴（原作）                          | 2017年4・5合併号 | 『カイジ』シリーズのスピンオフ 隔号連載      |
| パラレルパラダイス                             | 岡本倫                          | －                                                         | 2017年16号       |                                              |
| アンダーニンジャ                               | 花沢健吾                        | －                                                         | 2018年34号       | 通常連載 → 隔週連載                          |
| 雨と君と                                       | 二階堂幸                        | －                                                         | 2020年38号       |                                              |
| 月曜日のたわわ                                 | 比村奇石                        | －                                                         | 2020年51号       | 同作品のコミカライズ                         |
| 満州アヘンスクワッド                           | 鹿子                            | 門馬司                                                     | 2021年43号       | 『コミックDAYS』より移籍                     |
| パリピ孔明                                     | 小川亮                          | 四葉夕ト                                                   | 2021年52号       | 『コミックDAYS』より移籍                     |
| 税金で買った本                                 | 系山冏                          | ずいの                                                     | 2022年2・3合併号 | 『ヤンマガWeb』より移籍                      |
| みょーちゃん先生はかく語りき                   | 無敵ソーダ                      | 鹿成トクサク                                               | 2023年11号       |                                              |
| ヤニねこ                                       | にゃんにゃん ファクトリー       | －                                                         | 2023年18号       | 2022年12号〜2022年14号 までは短期集中連載    |
| だれでも抱けるキミが好き                       | 武田スーパー                    | －                                                         | 2023年20号       |                                              |
| ゴールデンドロップ                             | 上月亮                          | 津覇圭一（ネーム原作） 草下シンヤ（監修） 神里純平（監修） | 2023年25号       |                                              |
| ねずみの初恋                                   | 大瀬戸陸                        | －                                                         | 2023年49号       |                                              |
| 平成敗残兵☆すみれちゃん                        | 里見U                           | －                                                         | 2024年8号        |                                              |
| アマチュアビジランテ                           | 内藤光太郎                      | 浅村壮平（原作）                                           | 2024年30号       |                                              |
| INNU -イッヌ-                                  | 小丸ひかり                      | 大沼隆揮（原作）                                           | 2024年39号       |                                              |
| 追放された転生重騎士はゲーム知識で無双する     | 武六甲理衣                      | 猫子（原作） じゃいあん（キャラクター原案）                | 2024年41号       | 同作品のコミカライズ 『ヤンマガWeb』より移籍 |
| BLUE FIGHT〜蒼き若者たちのブレイキングダウン〜 | 五褒美                          | 樹林伸（原作・脚本） YOAKE FILM（原作）                    | 2024年46号       | 同名映画のコミカライズ作品                   |
| 妹は知っている                                 | 雁木麻里                        | －                                                         | 2024年52号       |                                              |
| 伍と碁                                         | 仲里はるな                      | 蓮尾トウト（原作）                                         | 2025年9号        |                                              |
| アクマでふけい!                                | 安部真弘                        | －                                                         | 2025年10号       |                                              |
| 澱の中                                         | あむ                            | －                                                         | 2025年13号       |                                              |
| 暴力万歳                                       | なだいにし                      | 河本ほむら（原作）                                         | 2025年14号       |                                              |
| ザ・ファブル The third secret                  | 南勝久                          | －                                                         | 2025年16号       | 「ザ・ファブル」シリーズの続編               |
| 到達のアクタ                                   | 信楽優楽                        | －                                                         | 2025年18号       |                                              |
| 社長と酒と星                                   | ずり騎士                        | －                                                         | 2025年24号       |                                              |
| ラストヒート                                   | 夜光虫                          | －                                                         | 2025年28号       |                                              |
| 大きいムキムキ小さいむちむち                   | 檜原フキ                        | －                                                         | 2025年29号       |                                              |
| 昴と彗星                                       | しげの秀一                      | －                                                         | 2025年34号       |                                              |

### 休載中
| 作品名                              | 作者（作画） | 原作など | 開始号           | 備考                                                               |
| ----------------------------------- | ------------ | -------- | ---------------- | ------------------------------------------------------------------ |
| 喧嘩稼業                            | 木多康昭     | －       | 2014年2・3合併号 | 『喧嘩商売』の続編                                                 |
| GTO パラダイス・ロスト              | 藤沢とおる   | －       | 2014年20号       | 『GTO』シリーズの続編 第一部：通常連載 第二部：隔週連載 → 通常連載 |
| 7人のシェイクスピア NON SANZ DROICT | ハロルド作石 | －       | 2017年2・3合併号 | 『7人のシェイクスピア』の続編                                      |
| 賭博堕天録カイジ 24億脱出編         | 福本伸行     | －       | 2017年42号       | 『カイジ』シリーズの続編 サイクル連載（3勤1休連載）                |

## 過去の連載作品

### あ行
- アーサーGARAGE（たーし）
  - アーサーGARAGE|熱血中古屋魂!! アーサーGARAGE
- R-16（原作：佐木飛朗斗、漫画：桑原真也）←『ヤングマガジンアッパーズ』より移籍
- R-中学生（ゴトウユキコ）
- 愛斜堂（岡本健太郎）
- アウト・ロー（原作：木内一雅、漫画：コウノコウジ）
- アカイリンゴ（ムラタコウジ）※コミックDAYS連載作品だが、テレビドラマ化を記念し2023年7号 - 10号にかけて第39話 - 第42話を掲載
- AKIRA（大友克洋）
- アゴなしゲンとオレ物語（平本アキラ）
- 熱いぞ!猫ヶ谷!!（克・亜樹）
- Abaddon（和久井健）
- アバンギャルド夢子（押見修造）
- アルキメデスの大戦（三田紀房）：2015年52号 - 2023年31号→『ヤンマガWeb』に移籍
- アンゴってル！（川崎順平）
- 行け!稲中卓球部（古谷実）
- EASY（しんむらけーいちろー）
- 痛車でいこう!!（山本マサユキ）
- IKENAI!いんびテーション（こしばてつや）
- 池袋スティングレイ（原作：青山広美、漫画：別天荒人、企画：Sammy）
- イジメ0の学校（原作：石川実、漫画：西嶋慶大）：2024年33号 - 2025年4・5合併号→『ヤンマガWeb』に移籍[10]
- イッパツ危機娘（原田重光）
- 犬と屑（朝賀庵）：2021年30号 - 2022年25号
- 頭文字D（しげの秀一）
- 妹は思春期（氏家ト全）
- ウイニング・チケット（原作：河村清明、漫画：小松大幹）
  - ウイニング・チケット2
- ウッハ!ハーレム学生寮（松浦まどか）←『別冊ヤングマガジン』より移籍
- エイト（楠みちはる）
- Sとの遭遇（西渡槇）
- MFゴースト（しげの秀一）：2017年40号 - 2025年12号
- エリートヤンキー三郎（阿部秀司）
  - エリートヤンキー三郎 第2部：風雲野望編
- エリちゃんとテルくん（早坂ケイゴ）
- 王の病室（原作：灰吹ジジ、漫画：中西淳）：2023年28号 - 2024年2・3合併号
- 代紋TAKE2（原作：木内一雅、漫画：渡辺潤）
- 大きくなったら結婚する!（深冬ふみ）：2019年38号 - 2020年8号→『ヤングマガジンサード』に移籍
- OH!タカラヅカ（原作：史村翔、漫画：小野新二）
- おかか（まつだこうた）
- オシメいつとれる（原作：ウエイツトム、漫画：北見けんいち）
- おたくの隣りはエルフですか？（植野メグル）：2019年33号 - 2021年17号 ※通常連載 → 隔週連載
- 夫のちんぽが入らない（原作：こだま、漫画：ゴトウユキコ）※同エッセイのコミカライズ 通常連載 → 月1連載
- おっぱいジョッキー（原作：チャーリー☆正、漫画：木山道明）←『別冊ヤングマガジン』より移籍
- お天気お姉さん（安達哲）
- 侠飯〜おとこめし〜（原作:福澤徹三、漫画:薩美佑）
- オトノバ（河上大志郎）
- オペ看（原作：人間まお、漫画：ミサヲ）：2020年48号 - 2021年28号
- おやすみなさい。（小田原ドラゴン）※「おやすみ、幸せな夢が見られるように。」から改題して継続
- ORIGIN（Boichi）
- 終わった漫画家（福満しげゆき）

### か行
- 怪獣カムイ（有馬慎太郎）：2024年32号 - 2025年1号 ※2024年40号から隔週連載[11]。『ヤンマガWeb』に移籍[12]
- カイタン（木崎拓史）
- ガキジャン（佐々木昇平）
- 革命戦士 犬童貞男（佐々木昇平）※月1回連載
- ガタピシ車でいこう!!（山本マサユキ）
- カテキン（オジロマコト）
- 彼女のエレジー（遊園地迷子）：2023年9号 - 2023年32号
- 神さまの恋人（原作：伊賀大晃、漫画：月山可也）
- 神殺-かみそぎ-（爾弥餡丸）：2023年12号 - 2023年42号
- カラコカコ〜ン（こうのこうじ）※『別冊ヤングマガジン』より移籍 →『別冊ヤングマガジン』
- 空手小公子物語（馬場康誌）
- 空手小公子 小日向海流（馬場康誌）
- 伽藍堂のガラクタたち(原作：桑名定理、漫画：伊丹) ：2024年45号 - 2025年20号
- 感じさせてBABY（大島岳詩）
- 奇食ハンター（山本マサユキ）
- kiss×sis（ぢたま(某)）←『別冊ヤングマガジン』より移籍、月1連載 → 『月刊ヤングマガジン』に移籍
- 奇生列島（江戸川エドガワ）：2020年14号 -- 2021年49号 ※通常連載 → 隔週連載
- キッス（やまだないと）
- キッズファイヤー・ドットコム（原作：海猫沢めろん、漫画：川口幸範）※同小説のコミカライズ
- 君が獣になる前に（さの隆）：2021年45号 - 2023年15号
- 逆転検事（脚本：黒田研二、作画：前川かずお、監修：CAPCOM）※『月刊ヤングマガジン』に移籍
- ギャルせん（植野メグル）：2021年42号 - 2022年41号→『ヤンマガWeb』に移籍
- ギャルと恐竜（原作：森もり子、漫画：トミムラコタ）：2018年46号 - 2022年8号 ※通常連載 → 隔週連載
- ぎゅわんぶらあ自己中心派（片山まさゆき）
- 極東学園天国（日本橋ヨヲコ）
- キョンシー怪譚BLOOD（杪夏）：2023年33号 - 2024年7号→『ヤンマガWeb』に移籍[13]
- KING BOTTOM（樋野貴浩）：2018年45号 - 2019年34号
- きんぼし（明石英之）
- クーデタークラブ（松本光司）
- くさっても猫なので（関口かんこ）：2022年42号 - 2023年29号→『ヤンマガWeb』に移籍
- クダンノゴトシ（渡辺潤）※『eヤングマガジン』に移籍
- 首を斬らねば分かるまい（原作：門馬司、漫画：奏ヨシキ）：2019年48号 - 2020年47号
- グラシュロス（原作：金城宗幸、作画：藤村緋二）：2017年31号 - 2018年38号
- グラ・ディミオス（五褒美）：2023年38号 - 2024年12号→『ヤンマガWeb』に移籍[14]
- グリーンヒル（古谷実）
- GREEN BLOOD（柿崎正澄）
- クロヒョウ 龍が如く新章（原作：SEGA、監修：名越稔洋、漫画：浅田有皆）
- 軍艦少年（柳内大樹）
- 軍バリ!（原作：イ・ヒョンソク、漫画：イ・ユジョン）
- 競馬狂走伝ありゃ馬こりゃ馬（原作：田原成貴、作画：土田世紀）←『ヤングマガジン増刊エグザクタ』より移籍
- ゲシュタルト（陽藤凛吾）：2021年12号 - 2021年45号
- ケッチン（きらたかし）
- 喧嘩商売（木多康昭）
- 源さん刑事（業田良家）
- 攻殻機動隊（士郎正宗）
- 攻殻機動隊 STAND ALONE COMPLEX（衣谷遊）→『月刊ヤングマガジン』に移籍
- 工業哀歌バレーボーイズ（村田ひろゆき）
- 高校の人達（葛原兄）
- 甲子園へ行こう!（三田紀房）
- 好色哀歌 元バレーボーイズ（村田ひろゆき）
- code:ノストラ（原作：安藤夕馬、漫画：明石英之）：2022年4・5合併号 - 2022年30号→『ヤンマガWeb』に移籍[15]
- ゲヘヘのヌベコ（鈴木一世）
- ケンシロウによろしく（ジャスミン・ギュ）：2020年16号 - 2023年47号
- ゴーストライター（御影夏）
- ゴーダ君（業田良家）
- ゴールデンマン（原作：ペトス、漫画：恵広史）2024年13号 - 2025年18号→『ヤンマガWeb』に移籍[16]
- こぐまレンサ（ロクニシコージ）
- こじき姫ルンペネラ（手塚治虫）
- ココロの飼い方（コタニヨーコ）
- GOD OF DOG（木村航）：2020年20号 - 2021年13号
- GOD SAVE THE すげこまくん!（永野のりこ）
- COPPELION（井上智徳）→『月刊ヤングマガジン』に移籍
- 小林少年と不逞の怪人（原作：江戸川乱歩、漫画：上条明峰）：2017年52号 - 2018年45号 ※読切から連載化
- こはる はる！（新井春巻）：2020年21号 - 2021年35号
- COME!（原作：日高トミ子、漫画：松本タカ）
- コラソン サッカー魂（塀内夏子）
- ゴリラーマン（ハロルド作石）
  - ゴリラーマン40（ハロルド作石）：2022年17号 - 2022年38号 ※『ゴリラーマン』の続編
  - ゴリラーマン40 ファミリー編（ハロルド作石）：2024年4・5合併号 - 2024年24号 ※『ゴリラーマン40』の続編
- 殺さざる者、生くべからず（中丸洋介）

### さ行
- サイコメトラー（原作：安童夕馬、漫画：朝基まさし）：2011年21・22合併号 - 2014年38号 ※『サイコメトラーEIJI』の続編
- 咲花ソルジャーズ（松本文怜）：2024年14号 - 2024年43号
- レベリオン（細川忠孝）
- さくらの唄（安達哲）
- 3×3 EYES（高田裕三）
- サタノファニ（山田恵庸）：2017年15号 - 2023年34号→『ヤンマガWeb』に移籍
- サツドウ（原作：雪永ちっち、漫画：なだいにし）：2023年8号 - 2024年1号 ※原作者死去により連載終了[17]。単行本未収録分の4、5巻が2025年6月6日発売。
- さのばびっち（みたにひつじ）
- さばドル（企画/原作：秋元康、漫画：中村あきひろ）
- サバンナのハイエナ（ハロルド作石）
- ザ・ヒステリックトリガー（原作：マナカミユイ、漫画：加納万太郎）：2022年46号 - 2024年12号→『ヤンマガWeb』に移籍[18]
- ザ・ファブル（南勝久）：2014年49号 - 2019年51号
  - ザ・ファブル The second contact（南勝久）：2021年34号 - 2023年32号 ※『ザ・ファブル』の続編、通常連載 → サイクル連載（4勤1休連載）[要出典]
- サルチネス（古谷実）
- 猿ロック（芹沢直樹）
- 三千年目の神対応（加藤文孝）：2021年4・5合併号 - 2021年52号
- しあわせ団地（蓮古田二郎）
- シガテラ（古谷実）
- シガンバナ（内海八重）：2024年25号 - 2025年2・3合併号→『ヤンマガWeb』に移籍[19]
- シキュウジ -高校球児に明日はない-（原作：大沼隆揮、漫画：ツルシマ）：2023年30号 - 2023年52号→『ヤンマガWeb』に移籍[20]
- 至福の暴対レシピ（西条真二）
- 始末屋ソウジ（原作：成田成哲、漫画：景山愁）：2025年2・3合併号 - 2025年36・37合併号→『ヤンマガWeb』に移籍[21]
- シャコタン☆ブギ（楠みちはる）
- 柔道部物語（小林まこと）
- 終末の天気（原作：作元健司、漫画：津覇圭一）
- 女子校のこひー先生（荒井春巻）：2022年18号 - 2022年46号→『ヤンマガWeb』に移籍
- 塾生☆碇石くん（荒木光）
- 少女不十分（原作：西尾維新、漫画：はっとりみつる）
- 少年探究団（新田たつお）
- 親愛なる僕へ殺意をこめて（原作：井龍一、漫画：伊藤翔太）：2018年23号 - 2019年36・37合併号→『コミックDAYS』に移籍
- 新宿スワン（和久井健）
- 新・信長公記〜ノブナガくんと私〜（甲斐谷忍）：2019年17号 - 2020年29号→『コミックDAYS』に移籍
- スイートプールサイド（押見修造）
- スキャンダラ（原作：松本電池、漫画：かろちー）：2023年46号 - 2024年29号→『ヤンマガWeb』に移籍[22]
- スキャンダル倶楽部（いしかわじゅん）
- スケアリー・キャンパス・カレッジ・ユニバーシティ（永椎晃平）：2022年34号 - 2023年18号→『ヤンマガWeb』に移籍[23]
- SUPERSTAR（阿部秀司）
- SUPER BASEBALL CLUB（野中英次）
- ストッパー毒島（ハロルド作石）
- ストロベリーナイト -見えない雨-（原作：誉田哲也、漫画：桑村千宏）
- 砂の栄冠（三田紀房）
- すべてに射矢ガール（ロクニシコージ）
- スモーキング（岩城宏士）※月1連載
- セーラーエース（しげの秀一）
- 赤灯えれじい（きらたかし）
- セキセイインコ（和久井健）
- セクシーDANSU☆GAI ユビキタス大和（ルノアール兄弟）
- Sex, Baseball & Rock'nroll（高口里純）
- 絶品!らーめん娘（友木一良）
- セブン☆スター（柳内大樹）
  - SEVEN☆STAR MEN SOUL：2016年33号 - 2019年15号
  - セブン☆スターJT：2020年33号 - 2023年1号
- ゼロガク（東元俊也）
- 戦渦のカノジョ（冨澤浩気）
- センゴク（宮下英樹）
  - センゴク 天正記
  - センゴク 一統記
  - センゴク権兵衛：2015年50号 - 2022年13号
- センパイ！わざとじゃないんです！（saku）：2022年26号 - 2023年6号→『ヤンマガWeb』に移籍
- 双生遊戯（岡田淳司）：2021年22・23合併号 - 2022年16号
- ソウナンですか?（原作：岡本健太郎、漫画：さがら梨々）：2017年6号 - 2022年14号 ※通常連載 → 隔週連載
- ゾミア（原作：浅村壮平、作画：石田点）：2022年13号 - 2022年33号→『ヤンマガWeb』に移籍

### た行
- 大東京忍者伝 かげろうくん（武井宏文）
- ダイナマイト☆ビューティー!!（松浦まどか）
- 高嶺の花（しげの秀一）
- 食べれません（風間やんわり）
- 探偵の探偵（原作：松岡圭祐、漫画：清原紘）
- ちーちゃん（原案協力：内藤瑛亮・「毒娘」製作委員会、漫画：押見修造）：2024年7号 - 2024年15号
- チェリーナイツ（小田原ドラゴン）
- チェリーナイツR（小田原ドラゴン）
- 契れないひと（たかたけし）：2019年29号 - 2020年32号
- ちこたん、こわれる（今井ユウ）
- ちゃんと呪ってイチゴちゃん（おりお無）2024年44号 - 2025年36・37合併号→『ヤンマガWeb』に移籍[24]
- 中2の男子と第6感（福満しげゆき）
- 酎ハイれもん（原作：史村翔、漫画：しのはら勉）
- 超・学園法人スタア学園（すぎむらしんいち）
- ちょびっツ（CLAMP）
- チリアクタ -THE YAKUZA AFTER STORY-（木村航）：2022年16号 - 2022年43号→『ヤンマガWeb』に移籍
- CHILL（原作：木内一雅、漫画：夏元雅人）
- つむじまがり×すぷりんぐ（夢乃狸）：2020年40号 - 2021年35号
- ツワモノガタリ（細川忠孝、監修：山村竜也）：2021年53号 - 2022年51号→『ヤンマガWeb』に移籍
- Deep Love REAL（原作：Yoshi、漫画：Tetsu）
- ディノ・サピエンス（原作：安井ミイト、漫画：森よし）
- デザート（吉沢潤一）
- 手品先輩（アズ）：2016年13号 - 2021年12号 ※通常連載 → 隔週連載
- デスペナ（原作：押川雲太朗）、作画：江戸川エドガワ）
- テッペン〜那須川天心物語〜（高橋伸輔）：2019年41号 - 2020年15号
- デビルエクスタシー（押見修造）
- でぶせん（原作：安童夕馬、漫画：朝基まさし）※「サイコメトラーEIJI」のスピンオフ
- DEMONS STAR（原作：阿部秀司、漫画：ミクニシン）：2021年49号 - 2022年29号
- DELETE（原作：川上真司、漫画：永田諒）
- でろでろ（押切蓮介）
  - でろでろ 2杯目
- 天然華汁さやか（佐能邦和）→『別冊ヤングマガジン』に移籍
- 天然少女 萬（こしばてつや）
- TOKYOブローカー（楠みちはる）
- Dr.クマひげ（原作：史村翔、作画：ながやす巧）
- ドクター早乙女（村田ひろゆき）
- 匿名の彼女たち（五十嵐健三）※『月刊ヤングマガジン』に移籍
- 永久×バレット 新湊攻防戦（原作：モリオン航空、漫画：藤村緋二）：2020年45号 - 2021年44号 ※「永久×バレット」のメディアミックス[25]
- 常夏バンク（高田裕三）
- となりで聞くSEX（原作：メルセデスまり子、作画：西尾ジュン）→『月刊ヤングマガジン』に移籍
- DO-P-KAN（しげの秀一）
- 賭博黙示録カイジ（福本伸行）
  - 賭博破戒録カイジ
  - 賭博堕天録カイジ
  - 賭博堕天録カイジ 和也編
  - 賭博堕天録カイジ ワン・ポーカー編
- ドラQ（千代）：2023年15号 - 2023年46号
- ドラゴンヘッド（望月峯太郎）
- 虎鶫 <とらつぐみ>-TSUGUMI PROJECT-（ippatu）：2021年9号 - 2023年42号、2023年43号（エピローグ）
- トラビスといっしょなら（中田あも）
- トロピカル侍（そにしけんじ）：2013年34号 - 2015年7号

### な行
- 謎解きよりも大変だ（遠藤準、謎解き監修：TEAM・K）：2021年17号 - 2021年49号
- ナックルナックル（山岸汰誠）
- 七匹の侍（鈴木マサカズ）
- ナニワトモアレ（南勝久）
  - なにわ友あれ
- ナリキンフットボール（原作：清水海斗、漫画：明石英之）：2023年47号 - 2024年29号
- なんでここに先生が!?（蘇募ロウ）：2017年21号 - 2024年47号 ※「ゴールデンタイムズ」から改題
- 何度、時をくりかえしても本能寺が燃えるんじゃが!? （原作：井出圭亮、漫画：藤本ケンシ）：2020年50号 - 2024年38号
- 肉の唄（コウノコウジ）→『別冊ヤングマガジン』に移籍
- 日直番長（タイム涼介）
- πニャン（東和広）
- ネオンさん（村田ひろゆき）
- 熱血番長鬼瓦椿（横山了一）
- ネメシスコール（原作：にんじゃむ、作画：森田和彦）
- NeuN（髙橋ツトム）※第1部完、読切から連載化、当初は月1連載、2018年40号から隔週連載
- 乃木坂の詩（原作：秋元康、漫画：御池慧）

### は行
- 徘徊者（原作：鈴木ユウヘイ、作画：宝依図）：2022年39号 - 2023年11号→『ヤンマガWeb』に移籍[26]
- BIOMEGA（弐瓶勉）→『ウルトラジャンプ』（集英社）に移籍[27]
- バウンスアウト（原作：西条隆男、作画：東元俊也）
- バカイチ（ハロルド作石）
- バカ姉弟（安達哲）→『月刊ヤングマガジン』で連載[28]
- はかばなし（原克玄）：2024年16号 - 2024年44号 →『ヤンマガWeb』に移籍[29]
- バカビリーバー（市川マサ）
- バカレイドッグス（原作：矢樹純、作画：青木優）：2017年44号 - 2018年24号
- 莫逆家族（田中宏）
- 白地図のライゼンデ（パミラ）：2022年50号 - 2023年24号→『ヤンマガWeb』に移籍[30]
- 幕末喧嘩博徒諸刃の麒麟（原作：村尾幸三、漫画：土屋多摩）
- PACT（久慈進之介）
- ハゲしいな！桜井くん（高倉あつこ）
- バジリスク 〜桜花忍法帖〜（原作：山田正紀、キャラクター原案：せがわまさき、漫画：シヒラ竜也）※『桜花忍法帖 バジリスク新章』のコミカライズ
- Hasegawa長治（柳内大樹）
- バタアシ金魚（望月峯太郎）
- 8♀1♂ ハチイチ（咲香里）：2012年28号 - 2015年7号
- バッキバキのバッキバキ！（築備経利）
- Back Street Girls（ジャスミン・ギュ）
- 破道の門（東元俊也）：2008年43号 - 2010年45号
- 花とみつばち（安野モヨコ）
- ハナモモ（松本剛）
- パパと踊ろう（地下沢中也）
- ハレ婚。（NON）※『eヤングマガジン』との並行連載
  - ハレ婚。おかわり!（NON）：2022年7号 - 2022年16号 ※『ハレ婚。』の続編、短期集中連載[31]
- ハロー張りネズミ（弘兼憲史）
- BANKERS（森遊作）
- 半獣（渡邊ダイスケ）
- ハンツー×トラッシュ（こばやしひよこ）：2012年34号 - 2020年6号 ※不定期連載
- P.S.元気です、俊平（柴門ふみ）
- ビー・バップ・ハイスクール（きうちかずひろ）
- PEEP（植野メグル）：2024年29号 - 2025年10号→『ヤンマガWeb』に移籍[32]
- 彼岸島（松本光司）
  - 彼岸島 最後の47日間
- 聖くんは清く生きたい（朝賀庵）：2023年17号 - 2024年30号→『ヤンマガWeb』に移籍[33]
- ピッチディーラー -蹴球賭場師-（原作：昌子春、漫画：外本健生）
- ヒミズ（古谷実）
- ヒメアノ〜ル（古谷実）
- ファラ夫（和田洋人）
- ブクロキックス（松木いっか）：2020年18号 - 2020年45号→『マガジンポケット』に移籍
- 不死身の特攻兵 生キトシ生ケル者タチヘ（原作：鴻上尚史、漫画：東直輝）：2018年36・37合併号 - 2020年25号→『コミックDAYS』に移籍  ※同小説のコミカライズ[34]
- 二瘤駱駝（原作：雨中恭、作画：明石英之）
- 2人暮らし（市川ヒロシ）
- 不沈アタッカー（粂田晃宏）
- プラスチック解体高校（日本橋ヨヲコ）
- BLACK BRAIN（サガノヘルマー）
- 監獄学園 プリズンスクール（平本アキラ）
- フリンジマン（青木U平）
- 青龍（ブルードラゴン）（原作：木内一雅、作画：八坂考訓）←『増刊エグザクタ』より移籍
- フローズン（山崎さやか）
- プロレスメン（ジェントルメン中村）
- ペイント（妹尾圭祐）：2023年19号 - 2023年21・22合併号 ※短期集中連載[35]
- 変な知識に詳しい彼女 高床式草子さん（おはなちゃん）
- 放課後ミンコフスキー（原作：青柳碧人、作画：帯屋ミドリ）
- 暴想処女（酉川宇宙）←『別冊ヤングマガジン』より移籍
- ボーイズ・ラン・ザ・ライオット（学慶人）：2020年9号 - 2020年39号→『コミックDAYS』に移籍
- 僕たちがやりました（原作：金城宗幸、作画：荒木光）
- 僕といっしょ（古谷実）
- 僕の唄は君の歌（柴門ふみ）
- 僕の彼女はサイボーグ（原案：クァク・ジェヨン、漫画：中村あきひろ）
- 僕はどこから（市川マサ）
- XXXHOLiC（CLAMP）→『別冊少年マガジン』に移籍
- 本阿弥ストラット（玉井雪雄）
- 本場ぢょしこうマニュアル（有間しのぶ）
- ポンチョ（立沢克美）

### ま行
- マイホームヒーロー（原作：山川直輝、漫画：朝基まさし）：2017年26号 - 2024年35号
- 万祝（望月峯太郎）
- MAGARA（長田裕幸）
- 皆殺しのアーサー（古閑裕一郎）：2019年44号 - 2020年33号
- ミュージアム（巴亮介）
- みんな!エスパーだよ!（若杉公徳）
- 無職格闘 -ニート・コンバット-（若生真也）：2025年6号 - 2025年29号→『ヤンマガWeb』に移籍[36]
- ムムリン（原作：岩井勇気、漫画：佐々木順一郎）：2021年36・37合併号 - 2022年36・37合併号→『ヤンマガWeb』に移籍[37]
- 女神の鬼（田中宏）
- も〜れつバンビ（柏木ハルコ）
- モンクロチョウ（日暮キノコ）
- モンタージュ（渡辺潤）

### や行
- ヤキュガミ（原作：クロマツテツロウ、漫画：次恒一）※第1部完
- 約束の大地（いしかわじゅん）
- 野獣社員ツキシマ（大和田秀樹）
- ヤマト猛る!（宮下英樹）
- ややBUSU（原作：綾小路あや之、漫画：前川かずお）
- やりすぎコンパニオンとアタシ物語（平本アキラ）
- ヤンキー塾へ行く（荒木光）
- 憂鬱リサイタル（てにおかひろし）：2020年52号 - 2021年13号 ※短期集中連載
- 遊撃少女遊美（原作：小金丸大和、漫画：高橋伸輔）
- ユウタイノヴァ（押見修造）
- 雪女と蟹を食う（Gino0808）：2019年9号 - 2020年46号→『マガジンポケット』、『コミックDAYS』に移籍
  - 雪女と蟹を食う 沖縄編（Gino0808）：2022年31号 - 2022年43号 ※『雪女と蟹を食う』の続編、短期集中連載
- 雪にツバサ（高橋しん）：2012年33号 - 2015年10号
- ユキポンのお仕事（東和広）
- よしふみとからあげ（関口かんこ）
- シヨイエ童話（業田良家）

### ら行
- らじかる好キャンティ（山口かつみ）
- ラストマン（江川達也）
- LOVE GOD（こしばてつや）
- ラブ♥らっきぃ（克・亜樹）
- ラブリン・モンロー（ジョージ秋山）
- 利口になるには青すぎる（原作：大沼隆揮、漫画：内田裕人）：2021年18号 - 2021年48号
- リモート（原作：天樹征丸、漫画：こしばてつや）
- LILI-MEN（渡嘉敷拓馬）：2022年41号 - 2024年41号→『ヤンマガWeb』に移籍[38]
- RIN（新井英樹）→『別冊ヤングマガジン』に移籍
- 令和雄王 相田宗二（小川ショウマ）：2022年25号 - 2022年46号→『ヤンマガWeb』に移籍[39]
- 令和☆陰陽師（吉田博嗣）：2023年21・22合併号 - 2023年28号
- RED（村枝賢一）←『ヤングマガジンアッパーズ』より移籍
- レッドカード（市川マサ）：2019年52号 -- 2020年39号→『マガジンポケット』に移籍
- レベリオン（原作：門馬司、漫画：細川忠孝）：2024年16号 - 2024年43号→『ヤンマガWeb』に移籍[40]
- レモンエロウ（古町）：2020年29号 - 2020年38号→『ヤンマガWeb』に移籍
- 錬金ブライカン（宝依図）：2020年27号 - 2021年26号
- RRR（渡辺潤）
- ロボニートみつお（小田原ドラゴン）

### わ行
- Y十M 〜柳生忍法帖〜（原作：山田風太郎、漫画：せがわまさき）
- 私のアリカ（原作：藤沢もやし、漫画：隈屑）：2023年2・3合併号 - 2024年17号→『ヤンマガweb』に移籍[41]
- 私の少年（高野ひと深）：2018年26号 - 2020年48号←『月刊アクション』より移籍[42]、月1連載
- わにとかげぎす（古谷実）
- 笑える子羊（岡本健太郎）
- 湾岸ミッドナイト（楠みちはる）←『ビッグコミックスピリッツ』より移籍
  - 湾岸ミッドナイト C1ランナー
- ONE FOR ALL（柳内大樹）：2024年2・3合併号 - 2025年2・3合併号→『ヤンマガweb』に移籍[43]

## 映像化作品

### アニメ化
| 作品                              | 放送年                        | アニメーション制作                  | 備考 |
| --------------------------------- | ----------------------------- | ----------------------------------- | --- |
| 行け!稲中卓球部                   | 1995年                        | グルーパープロダクション            | |
| 頭文字D                           | 1998年（First Stage）         | スタジオコメット スタジオぎゃろっぷ | OVA、映画あり |
| 頭文字D                           | 1999年-2000年（Second Stage） | パステル                            | OVA、映画あり |
| 頭文字D                           | 2004年-2006年（Fourth Stage） | A.C.G.T                             | OVA、映画あり |
| 頭文字D                           | 2012年-2013年（Fifth Stage）  | シナジーSP                          | OVA、映画あり |
| 頭文字D                           | 2014年（Final Stage）         | シナジーSP                          | OVA、映画あり |
| パパと踊ろう                      | 1999年                        | スタジオディーン                    | |
| イッパツ危機娘                    | 1999年                        | グループ・タック                    | |
| ちょびっツ                        | 2002年                        | マッドハウス                        | |
| XXXHOLiC                          | 2006年（第1期）               | Production I.G                      | 映画、OVAあり |
| XXXHOLiC                          | 2008年（第2期）               | Production I.G                      | 映画、OVAあり |
| 湾岸ミッドナイト                  | 2007年-2008年                 | A・C・G・T                          | ビッグコミックスピリッツから転籍                                                                                       |
| 賭博黙示録カイジ                  | 2007年-2008年（第1期）        | マッドハウス                        | スピンオフあり |
| 賭博黙示録カイジ                  | 2011年（第2期）               | マッドハウス                        | スピンオフあり |
| みなみけ                          | 2007年（第1期）               | 童夢                                | OVAあり |
| みなみけ                          | 2008年（第2期）               | asread.                             | OVAあり |
| みなみけ                          | 2009年（第3期）               | asread.                             | OVAあり |
| みなみけ                          | 2013年（第4期）               | feel.                               | OVAあり |
| みなみけ                          | 未公表（第5期）               | 未公表                              | OVAあり |
| バカ姉弟                          | 2009年-2010年                 | シンエイ動画                        | |
| 監獄学園                          | 2015年                        | J.C.STAFF                           | |
| Back Street Girls                 | 2018年                        | J.C.STAFF                           | |
| 1日外出録ハンチョウ               | 2018年                        | マッドハウス                        | 『賭博黙示録カイジ』の登場人物の1人・大槻太郎を主人公としたスピンオフ 『中間管理録トネガワ』の放送枠にて第14話より放送 |
| なんでここに先生が!?              | 2019年                        | ティアスタジオ                      | |
| 手品先輩                          | 2019年                        | ライデンフィルム                    | |
| ソウナンですか?                   | 2019年                        | Ezo'la                              | |
| ギャルと恐竜                      | 2020年                        | スペースネコカンパニー 神風動画     | |
| パリピ孔明                        | 2022年                        | P.A.WORKS                           | |
| マイホームヒーロー                | 2023年                        | 手塚プロダクション                  | |
| MFゴースト                        | 2023年（第1期）               | FelixFilm                           | |
| MFゴースト                        | 2024年（第2期）               | FelixFilm                           | |
| MFゴースト                        | 2026年（第3期）               | FelixFilm                           | |
| アンダーニンジャ                  | 2023年                        | 手塚プロダクション                  | |
| ザ・ファブル                      | 2024年                        | 手塚プロダクション                  | |
| 雨と君と                          | 2025年                        | レスプリ                            | |
| 攻殻機動隊 THE GHOST IN THE SHELL | 2026年                        | サイエンスSARU                      | |

| 作品          | 公開年 | アニメーション制作 | 備考                        |
| ------------- | ------ | ------------------ | --------------------------- |
| AKIRA         | 1988年 | 東京ムービー新社   |                             |
| 彼女の想いで… | 1995年 | スタジオ4℃         | 『MEMORIES』の内のひとつ    |
| 武器よさらば  | 2013年 | サンライズ         | 『SHORT PEACE』の内のひとつ |

| 作品                       | 公開年                       | アニメーション制作        | 備考                            |
| -------------------------- | ---------------------------- | ------------------------- | ------------------------------- |
| 酎ハイれもん               | 1985年                       | 土田プロダクション        |                                 |
| ビー・バップ・ハイスクール | 1990年-1998年                | 東映動画                  |                                 |
| 3×3 EYES                   | 1991年（第1シリーズ）        | 東映動画                  |                                 |
| 3×3 EYES                   | 1995年-1996年（第2シリーズ） | スタジオジュニオ          |                                 |
| サムライダー               | 1991年                       | エム・ティ・ヴィ          |                                 |
| シャコタン☆ブギ            | 1991年-1992年                | スタジオぴえろ            |                                 |
| 柔道部物語                 | 1991年                       | N/A                       |                                 |
| ゴリラーマン               | 1992年                       | N/A                       |                                 |
| ハロー張りネズミ           | 1992年                       | N/A                       |                                 |
| 代紋TAKE2                  | 1993年-1995年                | N/A                       |                                 |
| お天気お姉さん             | 1995年                       | N/A                       |                                 |
| 工業哀歌バレーボーイズ     | 1997年                       | J.C.STAFF・スタジオマーチ |                                 |
| kiss×sis                   | 2008年-2009年                | feel.                     | 掲載誌の転籍後にも、OVA制作あり |
| ハンツー×トラッシュ        | 2015年-2016年                | フッズエンタテインメント  |                                 |

| 作品   | 公開年        | アニメーション制作     | 備考 |
| ------ | ------------- | ---------------------- | ---- |
| 彼岸島 | 2016年-2017年 | TETRA、Fever Creations |      |

- 掲載誌を移籍後にテレビアニメ化された作品だと『kiss×sis』がある。また移籍後の『kiss×sis』はOVA化も続けられた。

### ドラマ化
| 作品                         | 放送年             | 制作                                         | 備考                                      |
| ---------------------------- | ------------------ | -------------------------------------------- | ----------------------------------------- |
| 風呂上がりの夜空に           | 1987年             | N/A                                          |                                           |
| 代紋TAKE2                    | 1993年-1997年      | N/A                                          |                                           |
| お天気お姉さん               | 1997年             | テレビ朝日                                   |                                           |
| ハロー張りネズミ             | 1996年（SP）       | TBS、テレパック                              |                                           |
| ハロー張りネズミ             | 2005年（偵探物語） | N/A                                          |                                           |
| ハロー張りネズミ             | 2017年（連続）     | オフィスクレッシェンド TBS                   |                                           |
| 天然少女 萬                  | 1999年             | ポニーキャニオン WOWOW                       |                                           |
| 天然少女 萬 美想少年・百夜編 | 1999年             | ポニーキャニオン WOWOW                       | 『天然少女 萬』のスピンオフが、一応の原作 |
| P.S. 元気です、俊平          | 1999年             | TBS                                          |                                           |
| リモート                     | 2002年             | 日本テレビ                                   |                                           |
| ビー・バップ・ハイスクール   | 2004年（第1弾）    | TBS TBSエンタテインメント                    |                                           |
| ビー・バップ・ハイスクール   | 2005年（第2弾）    | TBS TBSエンタテインメント                    |                                           |
| ユキポンのお仕事             | 2007年             | アットムービー・クリエイティヴ               |                                           |
| エリートヤンキー三郎         | 2007年             | テレビ東京 THE WORKS                         |                                           |
| 新宿スワン                   | 2007年             | N/A                                          |                                           |
| 猿ロック                     | 2009年             | 読売テレビ ROBOT                             |                                           |
| 熱いぞ!猫ヶ谷!!              | 2010年（第1期）    | CUCCI ティーズ                               |                                           |
| 熱いぞ!猫ヶ谷!!              | 2011年（第2期）    | CUCCI ティーズ                               |                                           |
| チェリーナイツ               | 2010年             | Contents League                              |                                           |
| XXXHOLiC                     | 2013年             | WOWOW                                        |                                           |
| 彼岸島                       | 2013年             | エクセレントフィルムズ                       |                                           |
| 特攻事務員ミノワ             | 2014年             | 読売テレビ                                   |                                           |
| モンタージュ                 | 2016年             | フジテレビ                                   |                                           |
| 僕たちがやりました           | 2017年             | 関西テレビ放送、ホリプロ                     |                                           |
| わにとかげぎす               | 2017年             | TBS                                          |                                           |
| フリンジマン                 | 2017年             | AOI Pro.                                     |                                           |
| スモーキング                 | 2018年             | テレビ東京 ラインバック                      |                                           |
| Back Street Girls            | 2019年             | エクセレントフィルムズ                       |                                           |
| 僕はどこから                 | 2020年             | テレビ東京 ドラマデザイン社 ジェイ・ストーム |                                           |
| ハレ婚。                     | 2022年             | 朝日放送テレビ                               |                                           |
| 雪女と蟹を食う               | 2022年             | テレビ東京、DASH                             |                                           |
| 親愛なる僕へ殺意をこめて     | 2022年             | フジテレビ                                   |                                           |
| シガテラ                     | 2023年             | テレビ東京 ジャンゴフィルム                  |                                           |
| 犬と屑                       | 2023年             | ファインエンターテイメント                   |                                           |
| マイホームヒーロー           | 2023年             | TBSスパークル C&Iエンタテインメント          |                                           |
| 君が獣になる前に             | 2024年             | テレビ東京 The icon                          |                                           |

| 作品                               | 発売年                        | 制作                        | 備考                |
| ---------------------------------- | ----------------------------- | --------------------------- | ------------------- |
| 湾岸ミッドナイト                   | 1991年-1994年（Vシネマ第1期） | 大映 ミューズ・プランニング |                     |
| 湾岸ミッドナイト                   | 1998年（Vシネマ第2期）        | 大映 ミューズ・プランニング |                     |
| 湾岸ミッドナイト                   | 2001年（Vシネマ第3期）        | 大映 ミューズ・プランニング |                     |
| 工業哀歌バレーボーイズ             | 1992年（オリジナルビデオ版）  | N/A                         |                     |
| 工業哀歌バレーボーイズ             | 2006年（オリジナルDVD版）     | ナインマイルズ              |                     |
| ファンキー・モンキー・ティーチャー | 1993年（第4作）               | N/A                         | 第3作までは劇場映画 |
| ファンキー・モンキー・ティーチャー | 1994年（第5作）               | N/A                         | 第3作までは劇場映画 |
| ファンキー・モンキー・ティーチャー | 1995年（第6作）               | N/A                         | 第3作までは劇場映画 |
| 右向け左!                          | 1994年                        | N/A                         |                     |
| お天気お姉さん                     | 1995年-1996年                 | 東北新社 バンダイビジュアル |                     |
| ビー・バップ・ハイスクール         | 1996年-1997年（Vシネマ第1期） | 東映ビデオ                  |                     |
| ビー・バップ・ハイスクール         | 1997年-1998年（Vシネマ第2期） | 東映ビデオ                  |                     |
| 天然少女 萬                        | 1996年                        | N/A                         |                     |

| 作品                 | 配信年 | 制作            | 備考 |
| -------------------- | ------ | --------------- | ---- |
| でぶせん             | 2016年 | Hulu 日本テレビ |      |
| ケンシロウによろしく | 2023年 | N/A             |      |

- 掲載誌を移籍後にテレビドラマ化された作品だと『新・信長公記〜クラスメイトは戦国武将〜』がある。

### 実写映画化
| 作品                               | 年                     | 監督                              | 配給                                    | 備考               |
| ---------------------------------- | ---------------------- | --------------------------------- | --------------------------------------- | ------------------ |
| ビー・バップ・ハイスクール         | 1985年（第1作）        | 那須博之                          | 東映洋画                                |                    |
| ビー・バップ・ハイスクール         | 1986年（第2作）        | 那須博之                          | 東映                                    |                    |
| ビー・バップ・ハイスクール         | 1987年（第3作、第4作） | 那須博之                          | 東映                                    |                    |
| ビー・バップ・ハイスクール         | 1988年（第5作、第6作） | 那須博之                          | 東映                                    |                    |
| 本場ぢょしこうマニュアル           | 1987年                 | 中田新一                          | 東映                                    |                    |
| シャコタン☆ブギ                    | 1987年                 | 中原俊                            | 東映                                    |                    |
| バタアシ金魚                       | 1990年                 | 松岡錠司                          | シネセゾン                              |                    |
| ファンキー・モンキー・ティーチャー | 1991年（第1作）        | 手銭弘喜                          | 東映                                    | 第4作からはVシネマ |
| ファンキー・モンキー・ティーチャー | 1992年（第2作、第3作） | 高瀬将嗣（第2作） 市川徹（第3作） | 東映                                    | 第4作からはVシネマ |
| 右向け左!                          | 1995年                 | 冨永憲治                          | ケイエスエス                            |                    |
| ドラゴンヘッド                     | 2003年                 | 飯田譲治                          | 東宝                                    |                    |
| 工業哀歌バレーボーイズ             | 2008年                 | 高明                              | クロックワークス                        |                    |
| 湾岸ミッドナイト THE MOVIE         | 2009年                 | 室賀厚                            | ジョリー・ロジャー                      |                    |
| 賭博黙示録カイジ                   | 2009年（第1作）        | 佐藤東弥                          | 東宝                                    |                    |
| 賭博黙示録カイジ                   | 2011年（第2作）        | 佐藤東弥                          | 東宝                                    |                    |
| 賭博黙示録カイジ                   | 2018年（動物世界）     | ハン・イエン                      | 北京光線影業有限公司                    |                    |
| 賭博黙示録カイジ                   | 2020年（第3作）        | 佐藤東弥                          | 東宝                                    |                    |
| 彼岸島                             | 2010年（第1作）        | キム・テギュン                    | ワーナー・ブラザース映画                |                    |
| 彼岸島                             | 2016年（第2作）        | 渡辺武                            | 松竹メディア事業部                      |                    |
| 猿ロック                           | 2010年                 | 前田哲                            | SDP ショウゲート                        |                    |
| やりすぎコンパニオンとアタシ物語   | 2011年                 | 山本清史                          | アルゴ・ピクチャーズ                    |                    |
| ヒミズ                             | 2012年                 | 園子温                            | ギャガ                                  |                    |
| 莫逆家族                           | 2012年                 | 熊切和嘉                          | 東映                                    |                    |
| スイートプールサイド               | 2014年                 | 松居大悟                          | 松竹                                    |                    |
| 新宿スワン                         | 2015年（第1作）        | 園子温                            | ソニー・ピクチャーズ エンタテインメント |                    |
| 新宿スワン                         | 2017年（第2作）        | 園子温                            | ソニー・ピクチャーズ エンタテインメント |                    |
| ヒメアノ〜ル                       | 2016年                 | 吉田恵輔                          | 日活                                    |                    |
| ミュージアム                       | 2016年                 | 大友啓史                          | ワーナー・ブラザース映画                |                    |
| Back Street Girls                  | 2019年                 | 原桂之介                          | 東映                                    |                    |
| アルキメデスの大戦                 | 2019年                 | 山崎貴                            | 東宝                                    |                    |
| ザ・ファブル                       | 2019年（第1作）        | 江口カン                          | 松竹                                    |                    |
| ザ・ファブル                       | 2021年（第2作）        | 江口カン                          | 松竹                                    |                    |
| 軍艦少年                           | 2021年                 | Yuki Saito                        | ハピネットファントム・スタジオ          |                    |
| XXXHOLiC                           | 2022年                 | 蜷川実花                          | 松竹、アスミック・エース                |                    |
| マイホームヒーロー                 | 2024年                 | 青山貴洋                          | ワーナー・ブラザース映画                |                    |
| アンダーニンジャ                   | 2025年                 | 福田雄一                          | 東宝                                    |                    |

## 発行部数
- 2004年（2003年9月 - 2004年8月） 1,044,489部[44]
- 2005年（2004年9月 - 2005年8月） 1,012,209部[44]
- 2006年（2005年9月 - 2006年8月） 998,198部[44]
- 2007年（2006年9月 - 2007年8月） 981,229部[44]
- 2008年（2007年10月 - 2008年9月） 940,817部[44]
- 2011年（2010年10月 - 2011年9月） 725,235部（印刷証明付部数）[45]
- 2012年（2011年10月 - 2012年9月） 665,407部（印刷証明付部数）[46]
- 2013年（2012年10月 - 2013年9月） 607,920部（印刷証明付部数）[47]

|        | 1〜3月     | 4〜6月     | 7〜9月     | 10〜12月   |
| ------ | ---------- | ---------- | ---------- | ---------- |
| 2008年 |            | 937,500 部 | 914,584 部 | 881,667 部 |
| 2009年 | 863,500 部 | 843,342 部 | 839,542 部 | 838,400 部 |
| 2010年 | 820,334 部 | 793,834 部 | 778,917 部 | 762,455 部 |
| 2011年 | 739,584 部 | 707,834 部 | 694,167 部 | 686,667 部 |
| 2012年 | 677,500 部 | 657,625 部 | 639,834 部 | 634,584 部 |
| 2013年 | 617,084 部 | 608,750 部 | 576,500 部 | 558,182 部 |
| 2014年 | 545,077 部 | 533,334 部 | 512,917 部 | 475,455 部 |
| 2015年 | 453,077 部 | 445,000 部 | 430,000 部 | 420,000 部 |
| 2016年 | 420,000 部 | 415,000 部 | 407,367 部 | 406,943 部 |
| 2017年 | 396,235 部 | 390,000 部 | 386,542 部 | 383,250 部 |
| 2018年 | 367,542 部 | 353,208 部 | 343,783 部 | 337,500 部 |
| 2019年 | 325,733 部 | 325,083 部 | 307,569 部 | 300,755 部 |
| 2020年 | 276,746 部 | 265,125 部 | 257,708 部 | 250,455 部 |
| 2021年 | 242,385 部 | 232,917 部 | 220,667 部 | 218,000 部 |
| 2022年 | 210,000 部 | 210,000 部 | 204,333 部 | 200,000 部 |
| 2023年 | 194,689 部 | 188,667 部 | 183,017 部 | 168,833 部 |
| 2024年 | 159,833 部 | 153,667 部 | 148,462 部 | 146,000 部 |
| 2025年 | 142,706 部 | 143,500 部 |            |            |

## 増刊号
1980年代から1990年代には増刊号が不定期で発行されていた。
2000年代以降には、『ヤングマガジンアッパーズ』『月刊ヤングマガジン』などの姉妹誌が存在する為、『ヤングマガジンGT』など単発企画中心の増刊号が発行された。姉妹誌の『ヤングマガジンアッパーズ』との合同企画として「スポ増」「妹増」なども発行された。
2010年代に入ってからは、「GAG増刊」、『ヤングマガジンサード』が発行されている。

### ヤングマガジン海賊版
1986年から1995年頃まで不定期に刊行されていた増刊号。「海賊版」と銘打ってはいるが、講談社によって正規に発行された漫画雑誌である。第1号は1986年4月14日号。

#### 海賊版の掲載作品
- BE-BOP海賊版（まんひるめめおか）
- GOD SAVE THE すげこまくん!（永野のりこ）※『週刊ヤングマガジン』本誌に移籍
- SWEET三国志（片山まさゆき）
- サムライダー（すぎむらしんいち）※『週刊ヤングマガジン』本誌に移籍
- 攻殻機動隊（士郎正宗）※『週刊ヤングマガジン』本誌に移籍
- ライトニング・ブリゲイド（永福一成）
- 放課後戦隊ゴタッキー（そらみみくろすけ）
- 麗霆゛子（もとはしまさひで）

### ヤングマガジン増刊黒ブタルーキー号
1988年から1993年まで発行された増刊号。

#### 黒ブタルーキー号の掲載作品
- かたおかみさお「男と女のFriendly」[52] ※デビュー作
- こしばてつや「IKENAI!いんびテーション」1988年7月31日増刊黒ブタルーキー号 ※デビュー作
- そらみみくろすけ「SELF-SEEKERS」1991年'91春の黒豚ルーキー号
- 松本剛「もんくのある気持ち」1990年

### ヤングマガジンGT
1991年から不定期刊行された増刊号。2000年に「新増刊」として第1号からの通巻となっている。

#### ヤングマガジンGTの掲載作品
- 鬼頭莫宏「AとR」
- しげの秀一「頭文字D番外編 ウエストゲート」2000年1号（2001年1月10日増刊号）、「頭文字D番外編 ウエストゲート2」（2001年9月1日増刊号）。
- 新谷かおる「NAVI」2000年1号（2001年1月10日増刊号）、2001年2号・3号・4号、2002年5号・6号。

### ヤングマガジン増刊エグザクタ
1993年から1995年まで発行された増刊号。

### ヤングマガジン増刊ダッシュ
1993年から不定期刊行された増刊号。

#### 増刊ダッシュの掲載作品
- かたおかみさお「SISTER」[52]、「制服」[52]、「渡辺さん家の大事件」[52]
- 恋緒みなと「めぐみ（火）白書」 ※一般誌デビュー作
- 島本和彦「アカデミー」1993年1号
- そらみみくろすけ「黒BUTA旋風プリティープリティー」（全2回）
- とり・みき「チャイナタウン」1993年2号、「笑う配達人」1994年3号、「マグロの出てきた日」1994年4号、「コオリの微笑」1994年5号、「寒い穴から帰ってきた捜査官」1995年6号。
- むとうひろし「幻想人類」 ※デビュー作
- 沖さやか「群青」 ※デビュー作

### ヤングマガジン増刊赤BUTA
1995年から1999年まで発行されたまで不定期に刊行されていた増刊号。新人作家による短編読み切り作品を中心に掲載。

#### 増刊赤BUTAの掲載作品
- 石川雅之「カタリベ」1998年 - 1999年
- 押切蓮介「4444」1998年20号
- 小田原ドラゴン「僕はスノーボードに行きたいのか?」1997年13号 ※デビュー作、「おやすみ、幸せな夢が見られるように。」1997年14号・15号 ※『週刊ヤングマガジン』本誌に移籍。
- タイム涼介「新人日記」1996年 - 1999年
- 日本橋ヨヲコ「バング スタイル ア ゴー ゴー」1996年8号、「インセクトソウル」1997年10号、「Id ［イド］」1997年11号、「ギアボイス」1997年11号、「ストライク シンデレラ アウト」1998年20号。
- 福本伸行「カイジ外伝」1997年
- 祭丘日出雪「マンマイマー」1998年
- ロクニシコージ「今ニャン時ニャン分ニャン秒」1996年 ※デビュー作

### ヤングマガジン増刊青BUTA
1998年から1999年まで発行された不定期に刊行されていた増刊号。新人作家による短編読み切り作品を中心に掲載。

#### 増刊青BUTAの掲載作品
- 押切蓮介「恐怖!! 人喰いマンション」1999年7号

### ヤングマガジンサード
2014年に創刊された増刊の月刊誌。

## 姉妹誌

### ヤングマガジンアッパーズ
1998年創刊、2004年休刊。

### 別冊ヤングマガジン
1999年創刊、2009年休刊。リニューアル後継誌は『月刊ヤングマガジン』。

### 月刊ヤングマガジン
2009年創刊。『別冊ヤングマガジン』のリニューアル後継誌。

## 漫画アプリ・WEB連載

### eヤングマガジン
2015年12月18日に『ヤングマガジン海賊版』からリニューアル。エブリスタとの共同運営。略称は「eヤンマガ」。2021年3月31日にサービス終了。

#### 連載作品（eヤンマガ）
五十音順、再掲載作品含む。
- 生贄投票（原案：葛西竜哉、漫画：江戸川エドガワ）
- 火葬場のない町に鐘が鳴る時（原案：碧海景、漫画：和夏弘雨）
- 機動戦士ガンダム Twilight AXIS（協力：サンライズ、コンセプトアドバイザー：Ark Performance、原作：矢立肇・富野由悠季、漫画：蒔島梓）※月刊ヤングマガジンとの並行連載。
- キマイラの爪痕（原案：村田屋、漫画：上西淳二）
- CAPTAINアリス（高田裕三）※『イブニング』からの再掲。
- クダンノゴトシ（渡辺潤）※『週刊ヤングマガジン』からの再掲。
- 校舎の天では悪魔が嗤っている（蜂屋あい et 小山鹿梨子）
- 3×3EYES 幻獣の森の遭難者（高田裕三）
  - 3×3EYES 鬼籍の闇の契約者（高田裕三）※『月刊ヤングマガジン』に移籍。
- 少女支配（筒井いつき）
- 食糧人類-Starving Anonymous-（原案：水谷健吾、原作：蔵石ユウ、漫画：イナベカズ）
- ゼウスの手（花月仁）
- トイレのテンコさん（原案：不器用なヤン、漫画：しまこ美季）[56]※ヤングマガジン海賊版
- 猫はよみがえる（原案：三石メガネ、漫画：高橋翔馬）
- ハルシオン・ランチ（沙村広明）※『Good!アフタヌーン』からの再掲。
- ハレ婚。（NON）※『週刊ヤングマガジン』との並行連載。
- パラレルパラダイス（岡本倫）※『週刊ヤングマガジン』との並行連載。
- 祕十村（原案：白輝蓮、漫画：宗方馨）
- ふしだらな乙女たち (「ヤンデレvs.殺人鬼」より)（原案：田原直樹、漫画：あたる）
- HENTAI（原案：快紗瑠、漫画：うめ丸）
- 保険加入者に告ぐ。（原案：田丸哲二、漫画：渡辺悠）
- みだりにみだらな黒雪姫online（うずめ&もこ）
- よしふみとからあげ（関口かんこ）※『週刊ヤングマガジン』より移籍。
- Rule-消滅教室-（原案：-104-、漫画：臼井ともみ）
- レオくんは今日も優しい（ひわきはる）
- 煉獄ゲーム（原案：江崎双六、構成：北野弘務、作画：福原蓮士）

### ヤンマガWeb
ヤングマガジンの公式サイト。 2020年にリニューアル。

#### ヤンマガWebの連載中作品

##### 月曜日
- あらくれお嬢様はもんもんしている（木下由一）
- ギフテッド（天樹征丸/雨宮理真）
- ギャルせん（植野メグル）
- ギャルと恐竜（フルカラー版）（原作：森もり子、漫画：トミムラコタ）
- 月曜日のたわわ（比村奇石）※同作品のコミカライズ。
- 喧嘩稼業（木多康昭）※『喧嘩商売』の続編。不定期更新。
- グリーンバレット―殺し屋と６人の青二才―（原作：阪元裕吾、漫画：小倉祐也、企画・構成：橋本カヱ）※同映画のコミカライズ。隔週更新
- ケンシロウによろしく（ジャスミン・ギュ）
- 攻殻機動隊 THE HUMAN ALGORITHM（藤咲淳一、吉本祐樹、Based on "THE GHOST IN THE SHELL" series）
- code:ノストラ（原作：安藤夕馬、漫画：明石英之）※『週刊ヤングマガジン』より移籍。
- 純猥談（純猥談編集部/田川とまた）
- 神龍イデア（連打一人）
- スクールオブトレード（海野ぴるん）
- 捨て猫に拾われた僕（里中翔/梅田悟司）
- 税金で買った本（ずいの/系山冏）
- タダでは抱かれません（檜原フキ）
- 母を殺す（鳳凰院翔）※『サイコミ』より移籍。
- 彼岸島 48日後…（松本光司）※『彼岸島』シリーズの続編
- 監獄学園 プリズンスクール（平本アキラ）
- ホームルーム（千代）
- マイホームヒーロー（原作：山川直輝、漫画：朝基まさし）
- ムムリン（岩井勇気/佐々木順一郎）※『週刊ヤングマガジン』より移籍。

##### 火曜日
- アカイリンゴ（ムラタコウジ）※当初は金曜日更新
- あの、一本イれていいですか?（森口ジョー）
- アンダードッグ（冨田望）
- アンダーニンジャ（花沢健吾）
- 生贄投票（江戸川エドガワ/葛西竜哉）
- 頭文字D（しげの秀一）
- SNS探偵オノノキツカサ（カレーとネコ/馬酔髙）
- MFゴースト（しげの秀一）
- 片喰と黄金（北野詠一）
- グレイプニル（武田すん）
- ゴリせん 〜パニックもので真っ先に死ぬタイプの体育教師〜（酒井大輔）
- ザ・ファブル（南勝久）
  - ザ・ファブル The second contact（南勝久）
- 首都高SPL（楠みちはる）
- スケッチー（マキヒロチ）※『月刊ヤングマガジン』より移籍。
- それでも吉祥寺だけが住みたい街ですか?（マキヒロチ）
- テンカイチ 日本最強武芸者決定戦（中丸洋介/あずま京太郎）
- 何度、時をくりかえしても本能寺が燃えるんじゃが!?（原作：井出圭亮、漫画：藤本けんし）
- はたらく細胞イリーガル（橋本カヱ/次恒一/清水茜）
- パリピ孔明（原作：四葉夕卜、漫画：小川亮） ※当初は木曜日更新
- 女神のスプリンター（原作：原田重光、漫画：かろちー）
- 私の恋で死んでくれ（としき/山川まち）

##### 水曜日
- 雨と君と（二階堂幸）
- 推しが辞めた（オガワサラ）
- 踊るリスポーン（三ヶ嶋犬太朗）※『月刊ヤングマガジン』より移籍。
- クロウマン（夜光虫）
- ゴリラーマン40（ハロルド作石）※『ゴリラーマン』の続編
- 今夜は車内でおやすみなさい。（小田原ドラゴン）
- サタノファニ（山田恵庸）
- GTO パラダイス・ロスト（藤沢とおる） ※『GTO』シリーズの続編
- 地球から来たエイリアン（有馬慎太郎）※『月刊ヤングマガジン』より移籍。
- 賭博堕天録カイジ 24億脱出編（福本伸行）※『カイジ』シリーズの続編
- NIGHT HEAD 2041（飯田譲治/NIGHT HEAD 2041 製作委員会/小川慧）
- はらぺこサキュバスはいかせたいのに!（たびれこ）
- 人妻の唇は缶チューハイの味がして（チンジャオ娘/野上たま）
- ぷにゅさんとマネ（温泉川ワブ）
- XXXHOLiC（CLAMP）
- 魔女と野獣（佐竹幸典）

##### 木曜日
- 明日のエサ キミだから（若杉公徳）※『月刊ヤングマガジン』より移籍。
- アダマスの魔女たち（今井ユウ）※『月刊ヤングマガジン』より移籍。
- アルキメデスの大戦（三田紀房）※『週刊ヤングマガジン』より移籍。
- 犬と屑（朝賀庵）
- 犬になったら好きな人に拾われた。（古川五勢）
- えちえちすぎる転生偉人美少女の性欲が強すぎてつらい（ありしゃん）
- 彼女の友達（じゅら）
- カプエルちゃんは見てほしい（ジュピターゼニガメ/悪食斎）
- きみだけがほんとう（やっそん義之）
- 今日はカノジョがいないから（岩見樹代子）
- 機龍警察（月村了衛/フクダイクミ/イナベカズ）※『月刊ヤングマガジン』より移籍。
- ごくちゅう!（こんぱる&ふじしまペポ、取材協力：草下シンヤ、雨宮）
- 死相学探偵（西塚em/三津田信三）※『月刊ヤングマガジン』より移籍。
- 新宿スワン（和久井健）
- センパイ!わざとじゃないんです!（saku）
- 蓼食う君も好き好き（当麻）
- 中間管理録トネガワ（協力：福本伸行、原作：萩原天晴、漫画：三好智樹・橋本智広）※カイジのスピンオフ
- なんでここに先生が!?（フルカラー版）（蘇募ロウ） ※「ゴールデンタイムズ」から改題
- 満州アヘンスクワッド（鹿子/門馬司）
- ミニマルズ〜ゲジまゆヒメ太とまんまるヤマネが春を行く〜（東和広）
- ヨモツヘグイ 死者の国の果実（柿崎正澄）
- ライドオン!（水平線）
- 渡くんの××が崩壊寸前（鳴見なる）

##### 金曜日
- 亜童（天野雀）
- 異世界帰りの大賢者様はそれでもこっそり暮らしているつもりです（木野二九/岡崎純平/日下コウ）
- 異世界の歩き方 エルフと社畜のモンスターツアーズ（redo）
- 異世界ひとっ娘動物園 僕は絶滅危惧種の飼育員になりました（うめ丸/藤原休樹）※『月刊ヤングマガジン』より移籍。
- 1日外出録ハンチョウ（協力：福本伸行、原作：萩原天晴、漫画：上原求&新井和也）※『カイジ』シリーズのスピンオフ作品。
- Sランクパーティから解雇された【呪具師】〜『呪いのアイテム』しか作れませんが、その性能はアーティファクト級なり……!〜（LA軍/小川錦）
- 解雇された暗黒兵士（30代）のスローなセカンドライフ（岡沢六十四/るれくちぇ/sage・ジョー）
- 恋と千里眼と青二才（御家かえる）
- 股間無双〜嫌われ勇者は魔族に愛される〜（ジブロー/脇道それる）
- 技巧貸与＜スキルレンダー＞のとりかえし〜トイチって最初に言ったよな?〜（黄波戸井ショウリ/小山ナオト）
- セブン☆スターJT（柳内大樹）※『セブン☆スター』シリーズの続編
- センゴク権兵衛（宮下英樹）※『センゴク』シリーズ最終章
- その無能、実は世界最強の魔法使い 〜無能と蔑まれ、貴族家から追い出されたが、ギフト《転生者》が覚醒して前世の能力が蘇った〜（蒼乃白兎/三川彡/緒方てい）
- そんなヒロキも異世界へ（岡本健太郎/さがら梨々）
- タマロワ 〜100％金目当て 資産35億のイケメンを巡る訳アリ女達の玉の輿バトルロワイヤル〜（山口ミコト/まりお）
- 追放された転生重騎士はゲーム知識で無双する（猫子/武六甲理衣/じゃいあん）
- 底辺冒険者だけど魔法を極めてみることにした 〜無能スキルから神スキルに進化した【魔法創造】と【アイテム作成】で無双する〜（蒼乃白兎/坂野杏梨/かわく）
- 転生貴族の万能開拓〜【拡大&縮小】スキルを使っていたら最強領地になりました〜（錬金王/Kuron/るれくちぇ）
- 10DANCE（井上佐藤）※『月刊ヤングマガジン』より移籍。当初は日曜日更新
- ドラゴンヘッド（望月峯太郎）
- 恥じらう君が見たいんだ（甜米らくれ）
- ハズレスキル「逃げる」で俺は極限低レベルのまま最強を目指す（天宮暁/pupps/雪永ちっち/あずきこ）
- パラレルパラダイス（岡本倫）
- 美龍艶笑譚〜自己肯定感が激低なドラゴン級美少女魔王を、勇者がイチャラブで退治するお話〜（ブラック木蓮/郊外の某）
- ビンテイジ（赤堀君）
- 辺境の老騎士 バルド・ローエン（菊石森生/支援BIS）※『月刊ヤングマガジン』より移籍。
- みなみけ（桜場コハル）
- ミニマム（宮崎摩耶）
- リトルホーン〜異世界勇者と村娘〜（額縁あいこ）

##### 土曜日
- 愛しています、キョーコさん。（藤村緋二/のざわたけし）※『ヤングマガジンサード』より移籍
- 雨夜の月（くずしろ）
- ウチキャバ 〜お家でキャバクラして兄ちゃんを女の子になれさせよう大作戦〜（松元こみかん）
- 笑顔のたえない職場です。（くずしろ）
- 火葬場のない町に鐘が鳴る時（原案：碧海景、漫画：和夏弘雨）
- カラミざかり ボクのほんとと君の嘘（御池慧）
- キミイロ×ライバー　～今夜もベルに教えてください～（守月史貴）
- 女子校のこひー先生（新井春巻）
- 聖なる乙女と秘めごとを（閃凡人）
- 戦花（わらいガため）
- ゾミア（浅村壮平/石田点）
- ツワモノガタリ（細川忠孝）
- 亜人ちゃんは語りたい（ペトス）
  - オカルトちゃんは語れない（ペトス/橋本カヱ/本多創）※『月刊ヤングマガジン』より移籍
- DEMONS STAR（原作：阿部秀司、漫画：ミクニシン）
- 童貞噺（Gino0808）
- 東独にいた（宮下暁）※『ヤングマガジンサード』より移籍
- 特命係長 只野仁 ルーキー編（柳沢きみお）※『月刊ヤングマガジン』より移籍
- とりま、風呂行かね?（イシイ渡）
- ナックルナックル（山岸汰誠）
- ノーアンデッド・ノーライフ（熊谷純/西木田まこと）
- バカ姉弟（安達哲）※『月刊ヤングマガジン』より移籍
- バニーズクエスト（戸崎映）
- ハレ婚。（NON）
- ハンツー×トラッシュ（こばやしひよこ）
- 平成敗残兵☆すみれちゃん（里見U）
- 雪女と蟹を食う 沖縄編（Gino0808）

##### 日曜日
- 精霊使い 些の塵滓（岡崎武士）
- 怨讐のレプリカ（おりお無）
- 君が獣になる前に（さの隆）
- ギャルにぱちゃんはせまられたい（歌鳴リナ）
- 搾精病棟 全年齢版（搾精研究所/あおむし）
- 3×3 EYES（高田裕三）
  - 3×3EYES 鬼籍の闇の契約者（高田裕三）
- スケアリー・キャンパス・カレッジ・ユニバーシティ（永椎晃平）
- 砂の栄冠（三田紀房）
- チリアクタ -THE AFTER YAKUZA STORY-（木村航）
- 妻と僕の小規模な育児（福満しげゆき）
- 虎鶫 とらつぐみ -TSUGUMI PROJECT-（ippatu）
- 二度と自撮り送ってやんない!（竹掛竹や）
- 初恋は血の味がする（山田憂香）
- 僕は君たちを支配する（千田大輔）
- みんなのうた（青野春秋）
- 令和雄王 相田宗二（小川ショウマ）

#### ヤンマガWebの連載終了作品
- アンサングヒーロー（うらたにみずき/鯛噛）
- 利口になるには青すぎる（原作：大沼隆揮、漫画：内田裕人）
- アンダースピリット（吉田博嗣）※短期集中連載
- 異世界帰りの大賢者様はそれでもこっそり暮らしているつもりです（木野二九/岡崎純平/日下コウ）
- 英語××センセイ(仮)（西渡槇）※『月刊ヤングマガジン』より移籍
- 英語BOYS〜英単語で一儲けするBOYSの略〜（石川実）
- 影霧街（大瀬戸陸）
- おたくの隣りはエルフですか?（植野メグル）
- オペ看（原作：人間まお、漫画：ミサヲ）
- 彼、岸島（原作：松本光司、漫画：佐世保太郎）※『彼岸島』シリーズのスピンオフ。『コミックDAYS』との並行連載。隔週更新。
- kiss×sis（ぢたま(某)）
- 奇生列島（江戸川エドガワ）
- ギャルと恐竜（モノクロ版）（原作：森もり子、漫画：トミムラコタ）
- CANDY＆CIGARETTES（井上智徳）
- 兄弟ゾンビ（外山竜耳）
- 金曜日のバカ飯先輩（赤堀君/よしづきくみち）
- グッドファザーボード（大竹玲二/見ル野栄司）
- ゲシュタルト（陽藤凛吾）
- 攻殻機動隊（士郎正宗）
- 校舎の天では悪魔が嗤っている（蜂屋あいet小山鹿梨子）
- 心が男子小学生。（真木ミミズ）
- こはる はる!（新井春巻）
- 座敷女（フルカラー縦読み版）（望月峯太郎）
- 三千年目の神対応（加藤文孝）
- 食糧人類-Starving Anonymous-（原案：水谷健吾、原作：蔵石ユウ、漫画：イナベカズ）
- 新・信長公記〜ノブナガくんと私〜（甲斐谷忍）
- スカートをはいたおじいさん（ちべた店長/イトウモロコ）
- 青春サイケと怠惰な王子（佐々野人憂）
- 性別X（みやざき明日香）※『ヤングマガジンサード』より移籍
- 双生遊戯（岡田淳司）
- ソウナンですか?（原作：岡本健太郎、漫画：さがら梨々）
- 千秋と睦月（綾野おと）
- つむじまがり×すぷりんぐ（夢乃狸）
- 釣りキャバ日誌（魚乃目三太）
- ディア風呂（おはなちゃん）
- ドゲドウ（印南航太）
- 永久×バレット 新湊攻防戦（原作：モリオン航空、漫画：藤村緋二）※『永久×バレット』のコミカライズ
- 年下の先輩（檜原フキ）
- 謎解きよりも大変だ（遠藤準、謎解き監修：TEAM・K）
- なんでここに先生が!?（モノクロ版）（蘇募ロウ） ※「ゴールデンタイムズ」から改題、週刊ヤングマガジンでの長期休載に伴い、更新停止
- 野苺少女殺人事件（江口侑輝）
- 徘徊者（原作：鈴木ユウヘイ、作画：宝依図）
- 初モノ噺 〜これはとあるヤツの初体験の話なんだけど〜（鹿成トクサク）
- バ令和ボーイズ（村田ひろゆき）
- 柊兄妹はM想する（与左衛門）
- ベランダず（活又ひろき）
- 変な知識に詳しい彼女 高床式草子さん（おはなちゃん）
- 僕たちがやりました（荒木光/金城宗幸）
- マルジナルテイラ（limlim）
- ミュージアム（フルカラー縦読み版）（巴亮介）
- 儚録〜むじんろく〜（翻輪可/伊原黒一）
- 百合の園にも蟲はいる（羽流木はない/はせべso鬱）
- よりみちエール（敦森蘭）※『ヤングマガジンサード』より移籍
- レモンエロウ（古町）※『週刊ヤングマガジン』より移籍
- 錬金ブライカン（宝依図）
- 煉獄ゲーム（原案：江崎双六、構成：北野弘務、作画：福原蓮士）
- 老猫ユキポンと漫画家父ちゃんのお仕事なし（東和広）
- ろこぽん（雪永ちっち/なだいにし）

### コミックDAYS
2018年3月1日開設。講談社の漫画アプリ及び同名のウェブコミックサイト。

## 新人賞
- ちばてつや賞「ヤング部門」
- 月間新人漫画賞 - 創刊当初より開催されており、2010年4月期には通算360回[57] を超え、現在も継続中[58]。

## 著名人のファン
2022年3月10日には、テレビ朝日のバラエティ番組『アメトーーク!』の番組企画として「ヤングマガジン芸人」が放送された。ゲスト芸人はケンドーコバヤシ、バカリズム、麒麟川島明、サバンナ高橋茂雄、磁石永沢たかし、ムーディ勝山。放送終了後の2022年3月14日発売の15号にて、本誌の作品の作中に芸人たちが登場する。